# Greffe d'utérus
La greffe d'utérus est une intervention chirurgicale consistant à transplanter  un utérus sain chez une femme dont l'utérus est absent (absence congénitale d'utérus ou syndrome de Rokitansky-Küster-Hauser) ou dysfonctionnel (cancer, chirurgie).

## Explications
Dans le cadre de la reproduction sexuée des mammifères, un utérus « malade » ou absent ne permet pas la nidation, provoquant l'infertilité de la femme. La greffe d'utérus est un traitement possible pour cette forme d'infertilité.

## Historique
La toute première tentative a lieu en 1931 en Allemagne, sur Lili Elbe, une femme trans. Elle décède trois mois plus tard des suites de complications.
La tentative suivante a lieu en 2000 en Arabie Saoudite, sur une femme de 26 ans, qui avait perdu son utérus à la suite d'un accouchement, mais doit lui être retiré après 99 jours. Cette greffe a néanmoins permis à la receveuse d'avoir deux cycles menstruels avant que des complications se révèlent, ce qui crée un débat sur la réussite limitée ou non de cette greffe.
Une autre tentative a lieu en Turquie en août 2011. Née sans utérus, la receveuse de 21 ans est la première à recevoir une greffe d'une donneuse décédée. Elle a des cycles menstruels après la greffe, qui semble être un succès. Le 12 avril 2013, les médecins annonce qu'elle est enceinte,, mais la grossesse doit être interrompue au bout de 8 semaines.
D'autres greffes ont eu lieu par la suite, avec des donneuses vivantes ménopausées.
Parmi celles-ci, en 2014 à Göteborg, les équipes du professeur Mats Brännström ont permis à une femme souffrant d'une absence congénitale d'utérus de mettre au monde un bébé avec l'utérus provenant d'une femme ménopausée et l'implantation d'embryons issus de la fécondation de ses ovules par les spermatozoïdes de son conjoint,.
La première transplantation d'utérus, avec donneuse décédée, ayant conduit à une grossesse menée à terme, a été publiée par une équipe brésilienne en 2018. En 2019, chez les femmes cisgenres, plus de 42 procédures UTx avaient été effectuées, avec 12 naissances vivantes résultant de la transplantation d'utérus au moment de la publication. La Société internationale de transplantation utérine (ISUTx) a été créée à l'échelle internationale en 2016, avec 70 médecins cliniciens et scientifiques, et compte actuellement 140 délégués intercontinentaux. Son objectif est de, « grâce à des innovations scientifiques, faire progresser les soins médicaux dans le domaine de la transplantation d'utérus ».
En 2012, l'Université McGill a publié les « Critères de Montréal pour la faisabilité éthique de la transplantation utérine », un ensemble de critères proposés pour la réalisation de transplantations utérines, dans Transplant International. Selon ces critères, seule une femme cisgenre pourrait être considérée comme une receveuse d'un point de vue éthique. L'exclusion des femmes trans de la candidature peut manquer de justification.
Fin 2022, environ 80 greffes d'utérus ont été réalisées dans le monde. Aux États-Unis, 33 greffes utérines ont conduit à la naissance de 21 enfants.

### En France
En France, la première greffe a eu lieu en 2019 par les équipes du professeur Jean-Marc Ayoubi de l'hôpital Foch et l'UFR de Santé Simone Veil,. Cette greffe a permis la naissance d’un enfant le 12 février 2021, puis permet une seconde naissance le 17 février 2023.
Une seconde greffe a été réalisée avec succès le 19 octobre 2022 par la même équipe. La patiente était atteinte du syndrome de Rokitansky, née sans utérus, qui concerne une naissance féminine sur 4000.

## Prélèvements
L'utilisation d'un donneur vivant est limité par les possibilités (essentiellement membre de la famille, ménopausée).
L'utérus est un organe résistant à l'ischémie froide (situation de l'organe prélevé et réfrigéré) avec une durée de conservation théorique (modèle animal) pouvant atteindre 24 h.